# 22725 Drabble
22725 Drabble (tên chỉ định: 1998 SN62) là một tiểu hành tinh vành đai chính. Nó được khám phá thông qua Chương trình nghiên cứu đối tượng gần Trái Đất của đài thiên văn Lowell ở Anderson Mesa Station ở Coconino County, Arizona, ngày 19 tháng 9 năm 1998. Nó được đặt theo tên Margaret Drabble, an English novelist, biographer, và critic.